# 石黒涵一郎

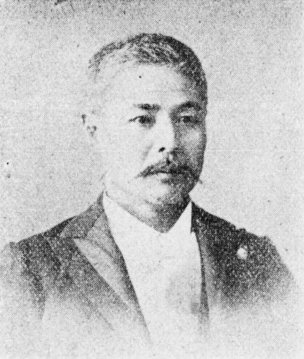
石黒涵一郎

石黒 涵一郎（いしぐろ かんいちろう、嘉永7年1月3日（1854年1月31日） - 大正6年（1917年）10月2日）は、日本の衆議院議員（憲政党→立憲政友会）、弁護士、教育者。

## 経歴
丹後国加佐郡舞鶴出身。丹後田辺藩士の家に生まれ、藩校明倫館に学んだ後、大阪兵学寮に入った。その後、法律を学び、1876年（明治9年）に代言規則が発布されると、免許を得て代言人となった。豊岡、大阪で開業した後、1879年（明治12年）に岡山に移住した。
1882年（明治15年）に山陽自由党を結成して自由民権を唱え、1885年（明治18年）には大阪事件の被告の弁護にあたった。その後、大同団結運動がおきると積極的に参加して、岡山に大同倶楽部を組織した。1888年（明治21年）、井上馨の条約改正交渉に反対するボアソナードの意見書を秘密出版した容疑で、星亨とともに禁固1年の判決を受けたが、翌年の大日本帝国憲法発布の恩赦で釈放された。
岡山市会議員を経て、1898年の第6回衆議院議員総選挙に出馬し、当選。以後、4回の当選を重ねた。
他に岡山商業会議所特別会員を務め、1886年（明治19年）には山陽英和女学校（現在の山陽学園中学校・高等学校）を創設した。